# جان جوزف رولینگز
جان جوزف رولینگز (۱ ژوئن ۱۸۶۰–۴ اوت ۱۹۴۲) یک مهندس مکانیک بریتانیایی و مخترع پریز برق دیواری بود که از نام او به عنوان رولپلاگ نیز شناخته می‌شود. او بنیانگذار شرکت تولیدی رول‌پلاگ بود.

## زندگی‌نامه
رولینگز در سال ۱۸۶۰ در ساوت‌فیلدز، واندزورث، لندن، به عنوان پسر ارشد جان رولینگز و سارا پین، متولد شد. او به عنوان آهنگر و سپس مهندس مکانیک کار می‌کرد. در سال ۱۸۹۶، او با میلیسنت دیل ازدواج کرد که حاصل آن یک پسر به نام رالف جان رولینگز و یک دختر به نام کاتلین میلیسنت بود. او در ویمبلدون بازنشسته شد و در سال ۱۹۴۲ در آنجا درگذشت.